# 重光漁港
重光漁港，位於台灣澎湖縣馬公市重光里（後窟潭），主管單位為澎湖縣政府，屬第二類漁港:167。重光漁港是澎湖縣白沙鄉大倉嶼唯一與澎湖本島對渡的港口，白沙鄉公所有提供交通船定期往返兩地。

## 簡介
澎湖縣馬公市重光里舊稱「後窟潭」，清領時期聚落之處環繞三座水窟（現僅剩兩座，一處已被填埋），且位於軍政中心媽宮社的後方，因而得名。
重光漁港乃澎湖縣政府動用民國77年至85年（1988年－1996年）的「第二期臺灣地區漁港建設方案」經費興建，使用經費新台幣2536萬元；而民國86年至89年（1997年－2000年）的「第三期臺灣地區漁港建設方案」中，又使用新台幣532萬元。根據2005年出版的《續修澎湖縣志．財政志》資料，使用於重光漁港的工程經費總計為新台幣3095萬元。:175-176
重光漁港現有泊地約1.3公頃，突堤約54公尺，碼頭四百餘公尺。重光漁港鄰近西衛漁港，開口西向對望澎湖內海，包含大倉嶼、北山嶼、漁翁島等處，並在臺灣漁港舊制分類歸屬為地方性漁業的第三類漁港，但因缺乏陸上漁業設施，所載漁獲仍送往馬公港。「澎湖縣港澳整體發展評估規劃」中，重光漁港被列為「區里船筏漁業基地」，可是港口水淺，凡退潮後可見圓嶼、開地、虎仔頭等形狀不一的淺坪裸露，船筏皆需等候潮水上漲才能進出。
此外，澎湖觀音亭遊憩區設有行人步道和自行車道，經行七一三紀念公園，綿延草樹仔尾、火燒坪（今光明里）等，接壤至市郊的重光海堤、漁港，迄於西衛漁港，在濱海外圍皆舖設共11.6公里的沿岸堤防，供民眾和遊客健行運動之用。

## 爭議
馬公市重光里的漁港作為白沙鄉大倉嶼長期往來澎湖本島的對渡港，早先便互有口頭協議：「大倉島上的垃圾隨船暫時安置重光漁港，白沙鄉公所會再派清潔隊的垃圾車至重光漁港清理移運」，但大倉嶼的垃圾因長期隨意丟至重光里碼頭上，且白沙鄉公所也屢屢未即時派垃圾車清運，導致重光里民怨聲載道。2015年間，一次在大倉嶼船隻又隨意棄置垃圾時，重光里民出面勸阻，卻反遭大倉人嗆聲：「港口不是你的，有本事就來『封港』！」里民立即將此事上報重光里長陳天成和馬公市公所等單位，之後連絡澎湖縣政府的環境保護局處理，因環保局人員來到現場後並無開罰意圖，令時任馬公市長葉竹林（任期：2014年－2018年、2018年－2022年）大為光火，揚言禁止大倉所有船隻駛入重光漁港，隨後時任白沙鄉長莊美李、大倉村長鄭尊任連忙趕赴現場表達歉意，並派清潔隊將成堆的垃圾運走，才解決此一事端。

## 圖輯

重光海堤
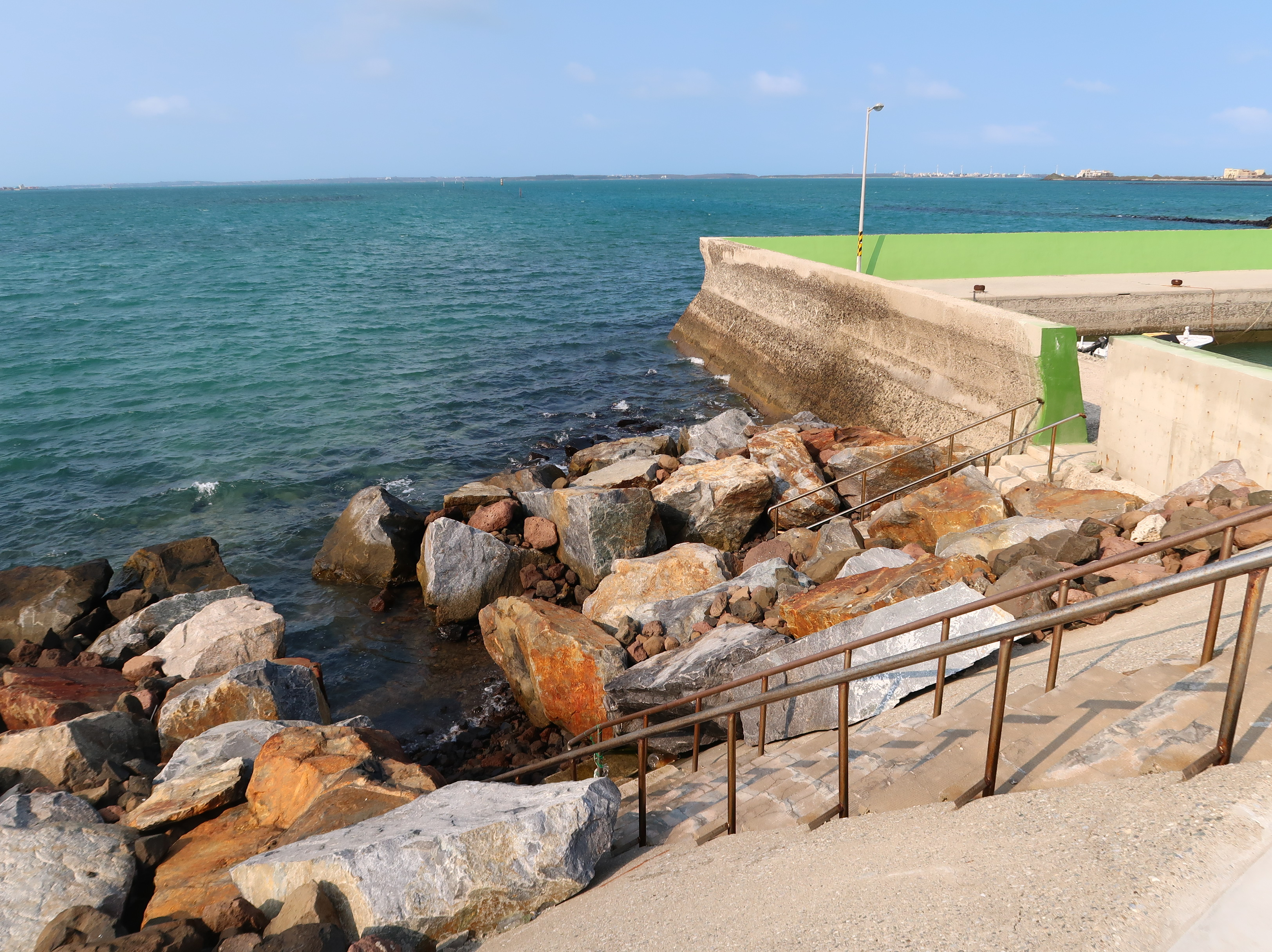
堤岸階梯
重光安檢所
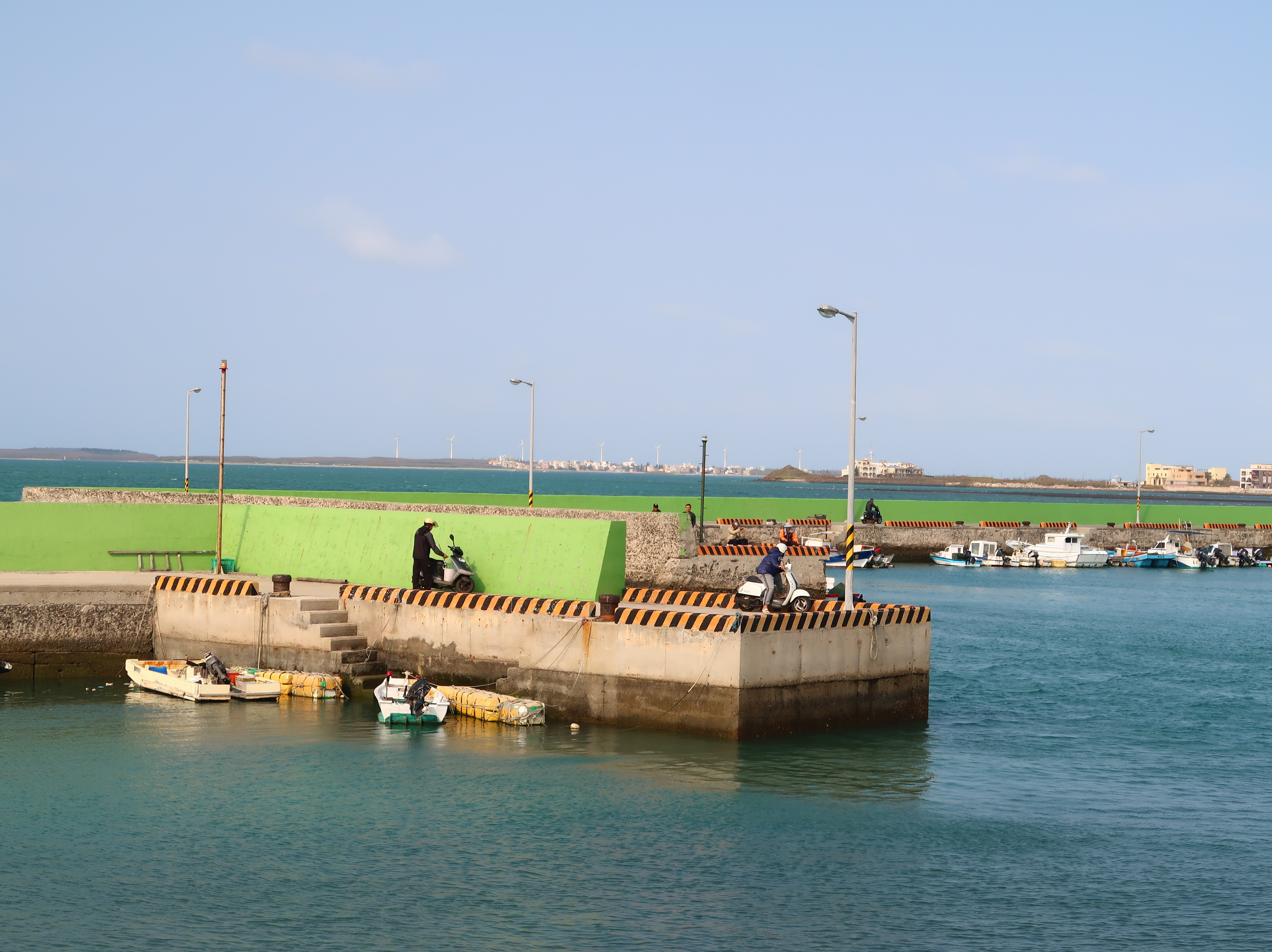
漁港堤防
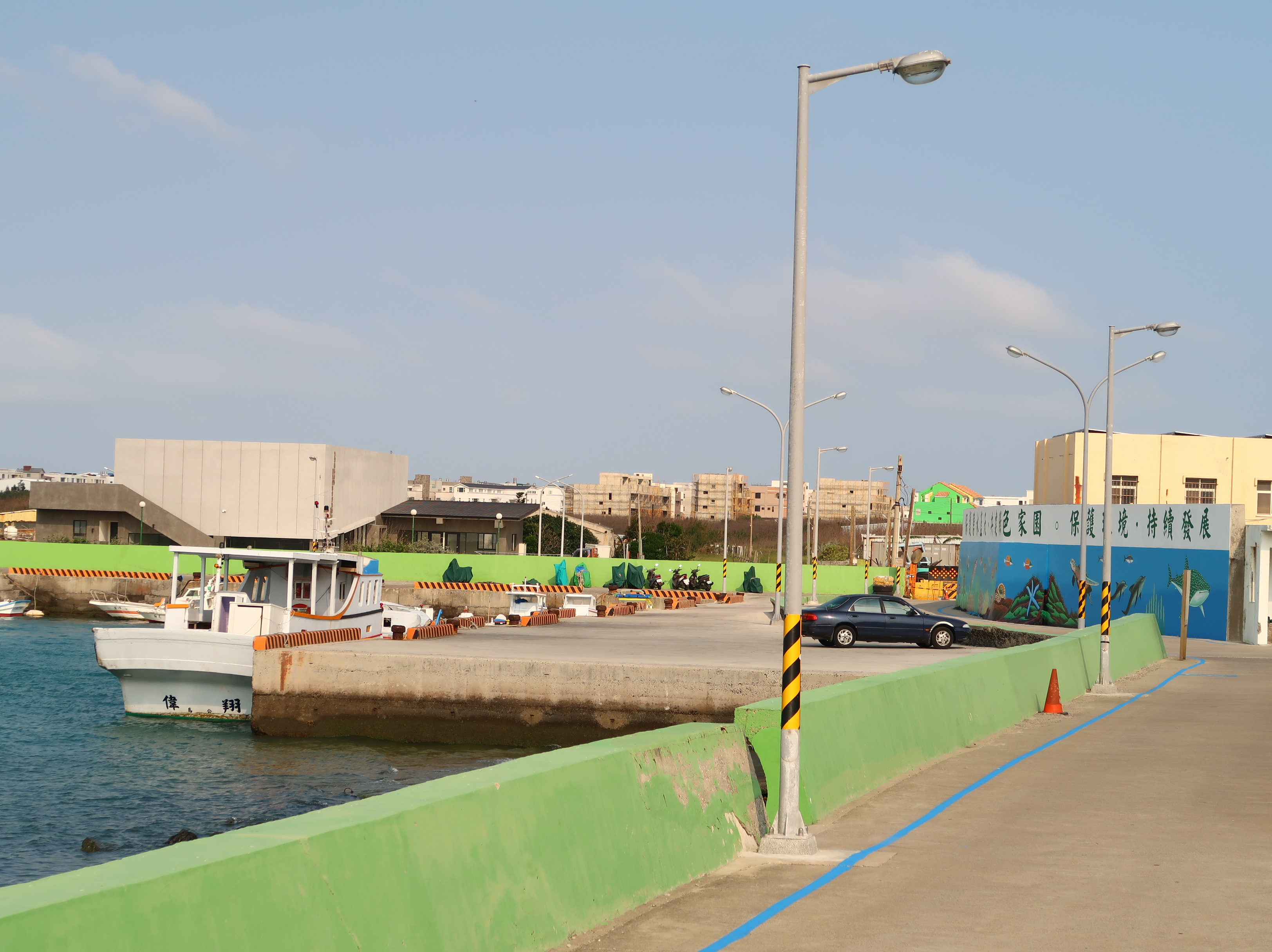
沿岸堤防
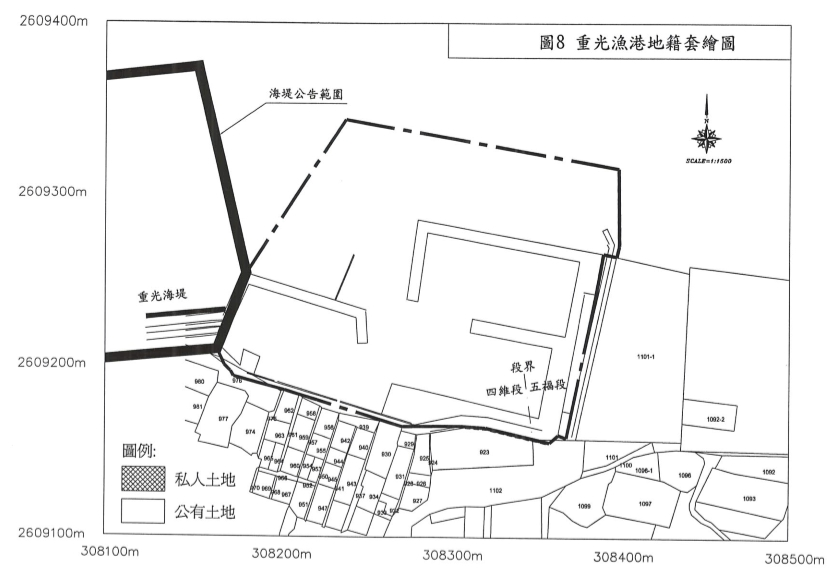
漁港地籍圖（2019年頒布）

## 外部連結
- 澎湖縣政府工務處港灣科－重光漁港
- 白沙鄉公所－重光、大倉島交通船班資訊 （页面存档备份，存于）
- 重光漁港安檢所